# Афониха (Харовское сельское поселение)
Афониха — деревня в Харовском районе Вологодской области.
Входит в состав Харовского сельского поселения, с точки зрения административно-территориального деления — в Харовский сельсовет.
Расстояние до районного центра Харовска по автодороге — 18 км. Ближайшие населённые пункты — Деревенька, Долгобородово, Нижне-Кубенский, Пановское, Шенурово.
По переписи 2002 года население — 2 человека.